# Isla Xishan
La isla Xishan (en chino: 西山岛) es una parte de Suzhou (苏州). Es la mayor isla del  lago Tai, con una superficie de 79,8 kilómetros cuadrados. Hay 72 montañas en Taihu, 41 de ellas ubicados en la isla. La montaña más alta, Piaomiao (缥缈峰), de 336,6 metros de altura, está situada en ella.
El nombre oficial de la isla fue Ciudad de Xishan (西山镇) hasta que el 28 de junio de 2007 se cambió a Ciudad Jinting (金庭镇).
Hay un diversidad de paisajes naturales en la isla y, para desarrollar una industria turística local, se creó una zona escénica (西山风景区).